# Amaranth (Ontario)
Amaranth – gmina (ang. township) w Kanadzie, w prowincji Ontario, w hrabstwie Dufferin.
Powierzchnia Amaranth to 264,52 km².
Według danych spisu powszechnego z roku 2001 Amaranth liczy 3770 mieszkańców (14,25 os./km²).